# Object 906B
L'Object 906B est char lanceur de missiles léger amphibie conçu en 1962 à l'Usine de tracteur de Stalingrad (STZ (en)) et ensuite à l'Usine de tracteur de Volgograd (VgTZ (ru)) par le VNII-100 et l'OKB STZ (en)/VgTZ (ru).

## Développement
Issue d'une initiative propre du bureau d'études spécial affilié à l'Usine de tracteur de Stalingrad (OKB STZ (en)) alors dirigé par I.V. Gavalov et comme concepteur en chef pour ce projet Yu. M. Sorokin, il résulte de la conjugaison de deux travaux séparés. Le premier des deux travaux porte sur un lanceur de missiles à l'OKB UZTM (Uraltransmash (en)) qui va donner le canon D-126 présent sur l'Object 906B et l'Objet 775 et les roquettes "Bur" et missiles "Rubin" qui vont équiper l'Object 906B ; le second est l'Object 906 qui est un char léger conçu pour remplacer le PT-76, Object 906 qui va servir globalement de base pour la structure de l'Object 906B.
Un seul exemplaire est construit dans l'année 1962 et subit des tests d'usine en octobre 1962, il aurait dû disposer d'un moteur UTD-20 (ru) mais un moteur 8D-6M forcé a été installé. Ce char présentait lors des essais un système de propulsion sur l'eau par les chenilles modifiées pour l'occasion, les jets d'eau qui était présent sur l'Object 906 sont donc supprimé. L'idée d'utiliser les chenilles comme moyens de propulsion dans l'eau s'étant révélée très inefficace notamment à cause du grand manque de stabilité lors du tir et en simple baignade. Aucun autre char ne verra la même disposition pour la baignade.
La grande différence par rapport à l'Object 906 est la tourelle avec l'entièreté de l'équipage et équipée d'un lanceur D-126 de 125mm pouvant tirer les roquettes "Bur" et missiles "Rubin". Ce nouveau système permet de réduire la hauteur du véhicule passant de 2250 mm pour l'Object 906 à 2000 mm pour l'Object 906B correspondant à une baisse d'un huitième de sa taille initiale.
La nouveauté du char parmi ces contemporains est l'utilisation inédite de suspension hydropneumatiques qui pouvait faire varier la hauteur du véhicule. Cet ajout de nouvelles suspensions se verra équipé sur une multitude d'autres véhicules soviétiques futurs.
Le char ne fut jamais retenu mais cependant les travaux sur l'Object 906B ne resteront pas vains et serviront de base pour le futur Object 911B.

## Armement

### Principal
L'Object 906B est équipé d'un lanceur de 125mm D-126 pouvant tirer des missiles à charge creuse "Rubin" et roquettes "Bur". 
Le missile "Rubin" pouvait pénétrer jusqu'à 500mm de blindage sur une plaque d'acier verticale avec 5,5 kg de charge explosive. Ce missile avait une portée maximal de 4000m à une vitesse de 550 m/s,.  
La roquette "Bur" pouvait avec un tir indirect atteindre 9000m à une vitesse de 650 à 700m/s.  
Le char pouvait embarquer jusqu'à 60 missiles avec une disposition standard de 26 "Rubin" et 34 "Bur". Le mécanisme de chargement abrite 26 roquettes dans son râtelier.  

### Secondaire
L'Object 906B est équipé d'une mitrailleuse de 7,62mm SGMT avec 2000 coups.

## Mobilité
L'Object 906B fut doté d'un moteur 8D-6M même si un moteur UTD-20 (ru) était prévu originellement.
Il pouvait atteindre une vitesse de 80 km/h sur route similaire à l'Object 906 et 9 km/h lors de la baignade.
Une transmission réversible était présente sur le char permettant d'atteindre les mêmes vitesses en avant et arrière.

## Blindage
En tourelle, l'Object 906B fut sur-blindé dans le compartiment de l'équipage présentant un blindage supplémentaire de plus de 20mm ce qui augmenta nettement les capacités de résistances aux obus de petits calibres comparé à l'Object 906. Pour le reste du véhicule hors compartiment équipage, les épaisseurs du blindage furent similaires.

## Communication
Le char disposait comme pour son homologue l'Object 906 de la radio R-113 (ru) et l'interphone TPU R-120.

## Développements parallèles
En parallèle du développement de l'Object 906B furent développés d'autres chars similaires provenant de l'usine de Stalingrad.
- "Object 906" : entre 1960 et 1963, le bureau d'études de l’usine de tracteur de Stalingrad dirigé par I.V. Gavalov et Yu.V. Shadrin étudie un successeur au PT-76. Il reçut un nouveau canon de 85 mm D-58, mais aussi équipé d'un moteur UTD-20 (ru) d'une puissance de 300 ch.
- "Object 907" : durant le premier semestre 1958, le bureau d'études dirigé par S.A. Fedorov et Yu.M. Sorokin étudie une amélioration du PT-76 notamment sur la mobilité et le blindage. Il reçut donc des plaques de blindage supplémentaires, il est aussi équipé d'un nouveau moteur V-6M d'une puissance de 280 ch. Ces modifications amenèrent le char à la même mobilité malgré la prise de masse de 1,87t. Il fut aussi équipé d'un réservoir plus grand d'une capacité de 500l portant l'autonomie à 400km.
- "Object 911" : en janvier 1963, l'OKB VgTZ (ru) commence à concevoir un véhicule de combat d'infanterie, devenu une base unifiée pour d'autres véhicules futurs. Ce véhicule répond au cahier des charges de ce qui va devenir le futur BMP-1 via l'Object 765.
- "Object 911B" : en 1964, à la suite des projets "Object 906B" et "Object 911", un char aéroporté amphibie léger fut conçu et construit. Très similaire à l'Object 911, il comportait deux membres d'équipage. Ce char fut conçu dans l'optique de protéger au maximum les membres d'équipage.
- "Object 915" : prémisse du futur BMD-1, l'Object 915 hérite des travaux de l'Object 911B en l'allégeant via le blindage, la longueur et la masse. Toutes ces modifications amènent le char à 6t permettant le parachutage, il est composé de deux membres d'équipage.